# کانسالیدیتید پی‌بی۴وای-۲ پرایوتیر
کانسالیدیتید پی‌بی۴وای-۲ پرایوتیر (به انگلیسی: Consolidated PB4Y-2 Privateer) یک هواگرد گشت‌دریایی و بمب‌افکن محصول کشور آمریکا است که توسط نیروی دریایی این کشور در طول دوران جنگ جهانی دوم و جنگ کره با توسعهٔ مدل بی-۲۴ لیبراتور تولید شد.

## کاربران
کانادا
 تایوان
 فرانسه
 هندوراس
 ایالات متحده آمریکا
- نیروی دریایی ایالات متحده آمریکا
- گارد ساحلی ایالات متحده آمریکا

## مشخصات فنی (PB4Y-2)
داده‌ها از Jane's Fighting Aircraft of World War II
ویژگی‌های عمومی
- خدمه: ۱۱: دو خلبان، ناوبر، بمب افکن، پنج توپچی، دو اپراتور رادیویی
- طول: ۷۴ فوت ۷ اینچ (۲۲٫۷۳ متر)
- پهنای بال: ۱۱۰ فوت ۰ اینچ (۳۳٫۵۳ متر)
- ارتفاع: ۳۰ فوت ۱ اینچ (۹٫۱۷ متر)
- مساحت بال‌ها: ۱٬۰۴۸ فوت مربع (۹۷٫۴ متر مربع)
- وزن خالی: ۲۷٬۴۸۵ پوند (۱۲٬۴۶۷ کیلوگرم)
- بیشترین وزن برخاست: ۶۵٬۰۰۰ پوند (۲۹٬۵۰۰ کیلوگرم)
- پیشرانه: ۴ عدد موتور شعاعی پرت اند ویتنی آر-۱۸۳۰-۹۴, ۱٬۳۵۰ hp (۱٬۰۰۷ kW)  در هر موتور

عملکرد
- حداکثر سرعت: ۳۰۰ مایل بر ساعت (۴۸۲ کیلومتر بر ساعت، ۲۶۱ گره)
- سرعت کروز: ۱۷۵ مایل بر ساعت (۲۸۲ کیلومتر بر ساعت، ۱۵۲ گره)
- بُرد: ۲٬۸۲۰ مایل (۴٬۵۴۰ کیلومتر، ۲٬۴۵۰ مایل دریایی)
- حداکثر ارتفاع: ۲۱٬۰۰۰ فوت (۶٬۴۰۰ متر)
- بارگیری بال: ۶۲ پوند بر فوت مربع (۳۰۰ کیلوگرم بر متر مربع)

تسلیحات

- اسلحه‌ها: ۱۲ × .۵۰ اینچ (۱۲٫۷ میلی‌متر) ام۲ برونینگ مسلسل در ۶ برجک
- بمب‌ها: تا ۱۲٬۸۰۰ پوند (۵٬۸۰۰ کیلوگرم) شامل بمب هوایی، مین، یا اژدر

## همچنین ببینید
توسعه مرتبط
- کانسالیدیتید بی-۲۴ لیبراتور
- Consolidated B-32 Dominator
- Consolidated C-87 Liberator Express
- Consolidated R2Y

هواگردهای با عملکرد، پیکربندی و یا دوره زمانی مشابه
- آورو شکلتون
- Focke-Wulf Fw 200 Condor
- Vickers Warwick
- Nakajima G8N

فهرست‌های مرتبط
- List of aircraft of World War II
- List of military aircraft of the United States